# Герменчик (Кабардино-Балкарія)
Герменчик (рос. Герменчик) — село в Урванському районі Кабардино-Балкарії Російської Федерації.
Орган місцевого самоврядування — сільське поселення Герменчик. Населення становить 3838 осіб.

## Історія
Згідно із законом від 27 лютого 2005 року органом місцевого самоврядування є сільське поселення Герменчик.

## Населення
| 2002  | 2010  | 2012  | 2013  | 2014  | 2015  | 2016  |
| ----- | ----- | ----- | ----- | ----- | ----- | ----- |
| 4009  | ↘3838 | ↗3891 | ↗3956 | ↗4017 | ↗4066 | ↗4105 |
| 2017  | 2018  | 2019  | 2020  |       |       |       |
| ↗4150 | ↗4171 | ↗4211 | ↗4235 |       |       |       |